# ピオンビーノ・デーゼ
ピオンビーノ・デーゼ（伊: Piombino Dese）は、イタリア共和国ヴェネト州パドヴァ県にある、人口約9,400人の基礎自治体（コムーネ）。

## 地理

### 位置・広がり

#### 隣接コムーネ
隣接するコムーネは以下の通り。括弧内のTVはトレヴィーゾ県所属を示す。
- カンポザンピエーロ
- イストラーナ (TV)
- ロレッジャ
- モルガーノ (TV)
- レザーナ (TV)
- トレバゼーレゲ
- ヴェデラーゴ (TV)
- ゼーロ・ブランコ (TV)

### 気候分類・地震分類
ピオンビーノ・デーゼにおけるイタリアの気候分類 (it) および度日は、zona E, 2421 GGである。
また、イタリアの地震リスク階級 (it) では、zona 2 (sismicità media) に分類される。

## 行政

### 分離集落
ピオンビーノ・デーゼには、以下の分離集落（フラツィオーネ）がある。
- Levada, Torreselle, Ronchi